# FC Barcelona in het seizoen 2021/22
Dit artikel geeft een overzicht van FC Barcelona in het seizoen 2021/22. In dit seizoen doet de Spaanse club mee aan de Supercopa, de Primera División, de Copa del Rey, de Champions League en Europa League.

## Gebeurtenissen

### Inkomende transfers
In mei 2021 werd de komst van Sergio Aguero bekendgemaakt. Hij kwam transfervrij over van Manchester City. Even later in juni maakte de club de komst van Eric Garcia bekend. Die de club in 2017 verliet voor Manchester City. De club maakte die maand ook de komst van Emerson Royal en Memphis Depay bekend. In juli werd top-talent Yusuf Demir aangetrokken. Op de laatste dag van de transferperiode werd de komst van Luuk De Jong bekendgemaakt.

### Uitgaande transfers
Op 5 augustus maakte FC Barcelona bekend dat club-legende Lionel Andrés Messi Cuccittini niet kon blijven. Zijn contract kon niet worden verlengd onder andere door het salarishuis van FC Barcelona en de regels van La Liga. Hiermee nam hij na 21 jaar afscheid van de club en vertrok naar het Franse Paris Saint-Germain. 
Francisco Trincão vertrok op leenbasis naar Wolves door gebrek aan speeltijd. Konrad de La Fuente verliet de club voor Olympique Lyonais. Monchu zijn contract liep af naar een leenperiode aan Girona CF en tekende transfervrij een contract bij Granada CF. Matheus Fernandes vertrok naar zijn oude club Palmeiras door gebrek aan speeltijd. Jean-Clair Todibo vertrok naar OFC Nice nadat de club de koop-optie in zijn contract had geactiveerd. Juan Miranda vertrok naar Real Betis mede doordat de club de koop-optie in zijn contract had geactiveerd na een uitlening van 1 seizoen. Ook vertrok Sergio Akieme na UD Almeria. Carles Alena speelde na de winterstop van seizoen 2020/21 bij Getafe CF, alleen in de zomer van 2021 werd hij definitief overgenomen door de club. Junior Firpo vertrok naar Leeds United, hij was ongelukkig bij de club. Emerson Royal kwam na zijn uitleen-periode terug van Real Betis naar FC Barcelona, alleen werd aan het einde van de transferperiode verkocht aan Tottenham Hotspur. Op 31 augustus werd Antoine Griezman voor 2 jaar uitgeleend aan zijn oude liefde Atlético Madrid. Iliaix Moriba maakte een overstap naar RB Leipzig. Rej Manaj vertrok naar Sepzia op leenbasis. Even later maakte Besiktas bekend dat ze Miralem Pjanić overnemen voor een jaar.
1985/86 · 1986/87 · 1987/88 · 1988/89 · 1989/90 · 1990/91 · 1991/92 · 1992/93 · 1993/94 · 1994/95 · 1995/96 · 1996/97 · 1997/98 · 1998/99 · 1999/00 · 2000/01 · 2001/02 · 2002/03 · 2003/04 · 2004/05 · 2005/06 · 2006/07 · 2007/08 · 2008/09 · 2009/10 · 2010/11 · 2011/12 · 2012/13 · 2013/14 · 2014/15 · 2015/16 · 2016/17 · 2017/18 · 2018/19 · 2019/20 · 2021/22 · 2022/23 · 2023/24 · 2024/25